# Politická hra
Politická hra (v anglickém originále Political Animals) je americká šestidílná minisérie, vysílaná televizní stanicí USA Network od 15. července 2012. Autorem dramatického seriálu z politického prostředí je Greg Berlanti, který napsal scénář a režíroval pilotní díl. Sigourney Weaver ztvárnila rozvedenou Elaine Barrishovou, bývalou první dámu a guvernérku státu Illinois, současnou ministryni zahraničí USA.
Seriál měl průměrnou sledovanost. První díl začal s 2,6 miliony diváky, ale sledovanost postupně klesla k 2,3 milionu diváků při závěrečném dílu. Dne 2. listopadu 2012 stanice uvedla, že seriál nebude mít další pokračování.

## Obsazení
| Sigourney Weaver   | Elaine Barrishová Hammondová, ministryně zahraničí |
| Carla Guginová     | Susan Bergová, reportérka                          |
| Ellen Burstynová   | Margaret Barrishová, Elainina matka                |
| Ciarán Hinds       | Bud Hammond, exprezident a Elainin exmanžel        |
| James Wolk         | Douglas Hammond, syn Elaine a Buda                 |
| Sebastian Stan     | Thomas „T.J.“ Hammond, syn Elaine a Buda           |
| Brittany Ishibashi | Anne Ogamiová, Douglasova snoubenka                |
| Adrian Pasdar      | Paul Garceti, prezident                            |
| Dylan Baker        | Fred Collier, viceprezident                        |
| Meghann Fahy       | Georgia Gibbonsová, bloggerka                      |

## Děj
Elaine Barrishová (Sigourney Weaver) je silná žena, velká figura americké politiky a matka rodiny. Dělá ministryni zahraničí USA ve vládě prezidenta Paula Garcetiho (Adrian Pasdar) a s bývalým prezidentem i bývalým manželem Budem Hammondem (Ciarán Hinds) má dva syny. Starší Douglas jí dělá asistenta, mladší T.J. je gay a má problémy s drogami a alkoholem, takže je vděčným terčem bulvárních novinářů. To vše Elaine Barrishová zvládá a má pocit, že by mohla mířit ještě výš. Zvažuje tedy prezidentskou kandidaturu. Novinářka Susan Bergová (Carla Guginová) si vybudovala kariéru na aféře Buda Hammonda a přes Douglase si vymůže přístup k Elaine, aby mohla exkluzivně popsat její cestu ke kandidatuře a možná i k prezidentství. Přestože stojí zpočátku obě ženy a jejich zájmy proti sobě, postupně nachází vzájemné porozumění.

## Epizody
Celkem bylo natočeno a odvysíláno 6 dílů:
| Č. | Původní název      | Režie          | Scénář                                       | Premiéra v USA    | Premiéra v ČR     |
| -- | ------------------ | -------------- | -------------------------------------------- | ----------------- | ----------------- |
| 1  | Pilot              | Greg Berlanti  | Greg Berlanti                                | 15. července 2012 | 29. prosince 2014 |
| 2  | Second Time Around | Bethany Rooney | Greg Berlanti a Molly Newman                 | 22. července 2012 | 4. ledna 2015     |
| 3  | The Woman Problem  | Michael Morris | Phil Klemmer, Brian Peterson a Kelly Souders | 29. července 2012 | 11. ledna 2015    |
| 4  | Lost Boys          | David Petrarca | Speed Weed a Geoffrey Nauffts                | 5. srpna 2012     | 19. ledna 2015    |
| 5  | 16 Hours           | Tucker Gates   | Phil Klemmer a Nicholas Wootton              | 12. srpna 2012    | 26. ledna 2015    |
| 6  | Resignation Day    | David Petrarca | Molly Newman a Speed Weed                    | 19. srpna 2012    | 2. února 2015     |

## Ocenění a nominace
Seriál získal dvě nominace na cenu Zlatý glóbus, a to v kategorii nejlepší minisérie nebo TV film a Sigourney Weaver v kategorii nejlepší ženský herecký výkon v minisérii nebo TV filmu. Americká režisérská asociace nominovala Grega Berlantiho za jeho pilotní díl v kategorii mimořádného režijního počinu v televizních filmech a minisériích. Seriál byl také nominován na ocenění GLAAD Media Awards v kategorii televizních filmů a minisérií.